# برادران ویتالی
برادران ویتالی (آلمانی: Vitalienbrüder) گروهی از دزدان دریایی بودند که در اواخر قرن چهاردهم و اوایل قرن پانزدهم در دریای بالتیک و دریای شمال فعالیت داشتند. نام آنها از عبارت لاتین «fratres vitualium» به معنای «برادران تدارکاتچی» گرفته شده است، زیرا آنها در ابتدا برای تأمین آذوقه شهر محاصره شده استکهلم در طول جنگ بین دانمارک و سوئد استخدام شده بودند. با این حال، آنها به زودی به دزدی دریایی روی آوردند و به کشتی‌های تجاری در سراسر منطقه حمله کردند.
برادران ویتالی به دلیل تاکتیک‌های بی‌رحمانه و موفقیت‌هایشان در نبرد، به ویژه تصرف جزیره گوتلاند در سال ۱۳۹۸، شهرت داشتند. آنها همچنین به خاطر اتحاد خود با ملکه مارگارت اول دانمارک شناخته می‌شدند که از آنها در مبارزه با اتحادیه هانزا، یک اتحادیه قدرتمند از شهرهای تجاری، استفاده می‌کرد.
فعالیت‌های برادران ویتالی باعث اختلال قابل توجهی در تجارت و ناوبری در منطقه بالتیک و دریای شمال شد. آنها سرانجام توسط یک ناوگان ترکیبی از شهرهای هانزا در سال ۱۴۰۱ شکست خوردند، اما میراث آنها به عنوان دزدان دریایی قدرتمند و بی‌باک تا به امروز باقی مانده است.
اشاره به برادران ویتالی به عنوان دزدان دریایی قدرتمند و بی‌باک تا به امروز باقی مانده است. آنها اغلب در داستان‌ها، افسانه‌ها و فرهنگ عامه به تصویر کشیده می‌شوند و یادآور دوران پر هرج و مرج دزدی دریایی در دریای بالتیک و دریای شمال هستند.